# Ussama ibn Zayd ibn Hàritha
Abu-Muhàmmad Ussama ibn Zayd ibn Hàritha al-Kalbí al-Haiximí (àrab: أبو محمد أسامة بن زيد بن حارثة الكلبي, Abū Muḥammad Usāma b. Zayd b. Ḥāriṯa al-Kalbī) o, més senzillament, Ussama ibn Zayd ibn Hàritha fou un llibert del Profeta, fill de la dona axumita Baraka Umm-Ayman. Va néixer a la Meca en el quart any de la predicació de Mahoma. Per ser massa jove se li va impedir participar en la batalla de l'Úhud (625). Va entrar a la Meca i a la Kaba amb Mahoma, cavalcant al seu darrere. Va combatre en la batalla de Hunayn el 630. El 632 el Profeta li va confiar una expedició per venjar la mort del seu pare a la batalla de Muta del 629, però l'expedició va retornar en assabentar-se de la mort del Profeta. Abu-Bakr as-Siddiq li va ordenar seguir amb l'expedició i va arribar a la regió d'al-Balka on va arrasar Ubna (moderna Khan al-Zayt), victòria contra un enemic civil, desarmat i reduït en nombre que fou molt ben acollida a Medina afectada llavors per la Ridda, agafant una importància desproporcionada; a la seva tornada el califa li va donar el govern de Medina mentre ell era absent a la batalla de Dhu l-Kassa amb la qual es va iniciar les guerres de la Ridda. El 641 va rebre una pensió d'Úmar ibn al-Khattab; el 644 el califa Uthman ibn Affan es va fer a casa de la seva dona Fàtima bint Qays al-Fihriyya. A la mort d'Uthman, Ussama va refusar retre homenatge a Alí ibn Abi-Tàlib i es va retirar a Wadi-l-Qura i després a Medina. Va morir a al-Jurf el 674.